# Piper sulcatum
Piper sulcatum är en pepparväxtart som beskrevs av Carl Ludwig von Blume. Piper sulcatum ingår i släktet Piper och familjen pepparväxter. Inga underarter finns listade i Catalogue of Life.